# Беркасово (тврђава)
Беркасово (Castrum Berekszo) или Деспотовац је тврђава која се налази код истоименог села у Срему, Војводина.
О настанку Беркасова не може се ништа поуздано рећи, али се претпоставља да је подигнуто у 15. веку. Зна се да је од 1474. у поседу деспота Вука, а потом његових синоваца. Свој народни назив Деспотовац добио на основу чињенице да се 1496. године налазио у поседу последњег српског деспота Јована (1496-1502). Јован је ту пренео своју столицу из Купинова. Деспотовац је назив и за брдо на којем се српски град налазио. Не зна се када је тврђава подигнута, али је познато да су је Османлије освојиле 1526. године. За време царице Марије Терезије град је сасвим разорен и то са намером. Од његове грађе и опеке подигнути су други објекти: римокатоличке цркве у Беркасову и Кукујевцима, те двор унијатског владике у Шиду.
Током пропутовања кроз ове крајеве гроф Марсиљи наишао је на његове остатке и на основу њих направио мапу утврђења. Утврђење је подигнуто на ониској, делимично вештачкој узвишици која је са једне стране окренута долини, а са друге се ослања на таласасту зараван.
Данас се виде само земљани ровови, и то две неправилне, приближно полукружне заравни опкољене дубоким ровом и земљаним бедемом (који је и сам са југозападне стране био заштићен ровом). Поред тога, још један бедем штити северну зараван са њене источне стране. Не зна се да ли је тврђава имала и градске зидове или су земљани бедеми били утврђени само палисадама. Никаква истраживања нису вршена.